# Кипьего, Эдвин
Эдвин Кипьего — кенийский легкоатлет, бегун на длинные дистанции.

## Достижения
Выступает на международных соревнованиях с 2009 года. В том сезоне он принял участие в нескольких забегах на 10 километров в Западной Европе. 7 июня занял 10-е место на пробеге Zwitserloot Dakrun в Грусбеке (Нидерланды) с результатом 29.26. 20 июня стал 7-м на пробеге Kasseler Citylauf в немецком Касселе. 15 июля вновь финишировал 7-м на пробеге Fortis Loopfestijn Voorthuizen в деревне Вуртхёйзен (Нидерланды). 28 июня пробежал свой первый полумарафон в карьере, это был Гамбургский полумарафон на котором он занял 9-е место 1:06.00.
В сезоне 2010 года выиграл полумарафоны в Рединге и Бристоле с результатами 1:03.03 и 1:03.08 соответственно. 17 октября занял 2-е место на Кардиффском полумарафоне — 1:02.12. Длина трассы этого полумарафона была короче на 193 метра. 
2 января 2015 года принял участие в неспецифической для себя дистанции — 3000 метров с препятствиями. На соревнованиях International Meet Demósthenes de Almeida в Луанде стал серебряным призёром — 8.56,01. 13 сентября занял 3-е место на Копенгагенском полумарафоне с личным рекордом 59.30.